# Полтавское городское поселение
Полтавское городско́е поселе́ние — муниципальное образование в Полтавском районе Омской области Российской Федерации.
Административный центр — посёлок городского типа Полтавка.

## История
Статус и границы городского поселения установлены Законом Омской области от 30 июля 2004 года № 548-ОЗ «О границах и статусе муниципальных образований Омской области»

## Население
| 2010  | 2011  | 2012  | 2013  | 2014  | 2015  | 2016  |
| ----- | ----- | ----- | ----- | ----- | ----- | ----- |
| 7075  | ↗7076 | ↗7190 | ↘7178 | ↘7068 | ↘6993 | ↘6946 |
| 2017  | 2018  | 2019  | 2020  | 2021  | 2023  |       |
| ↘6901 | ↘6842 | ↘6770 | ↘6682 | ↘6468 | ↘6343 |       |

## Состав городского поселения
| № | Населённый пункт | Тип населённого пункта                  | Население |
| - | ---------------- | --------------------------------------- | --------- |
| 1 | Малахово         | деревня                                 | ↘53       |
| 2 | Полтавка         | рабочий посёлок, административный центр | ↘6290     |